# Flee (film)
Flee (Flugt) è un film documentario d'animazione del 2021 co-scritto e diretto da Jonas Poher Rasmussen.
Il film ripercorre la fuga di Amin dall'Afghanistan alla Danimarca durante l'adolescenza. Per anni Amin ha nascosto la sua vera storia ma ora, in procinto di sposarsi con il compagno, è pronto a raccontarla al suo amico e regista Jonas.
Flee ha ricevuto il plauso della critica, con elogi per l'animazione, la storia, il contenuto e la rappresentazione LGBT. Ha ottenuto una candidatura ai Golden Globe per il miglior film d'animazione, due candidature ai BAFTA ed è stato candidato a quattro Annie Award, vincendo quello per miglior film d'animazione indipendente. È stato anche candidato ai premi Oscar 2022 nelle categorie miglior film d'animazione, miglior documentario e miglior film internazionale, diventando il primo film a competere in tutte e tre le categorie contemporaneamente.

## Trama
A Copenaghen Amin si appresta a raccontare per la prima volta all'amico e regista Jonas la storia della sua fuga dall'Afghanistan. Inizia quindi a ripercorrere la sua infanzia nella Kabul degli anni ottanta, dove viveva con la madre, le due sorelle Fahima e Sabia e il fratello Saif, affermando di essere sempre stato un po' "diverso"; quando arriva però il momento di parlare del padre si interrompe e confida a Jonas di non essere ancora pronto ad affrontare l'argomento. Nella casa che condivide con il compagno Kasper, Amin ritrova un suo vecchio diario e legge all'amico un estratto in cui c'è scritto che dopo la presa al potere dei Mujaheddin tutta la sua famiglia era stata uccisa. Nel frattempo Amin ha ricevuto una lettera dall'università di Princeton e dovrà recarsi per lavoro negli Stati Uniti per alcuni mesi.
Dopo un po' di esitazione, Amin confessa a Jonas che il padre Akhtar era stato arrestato nel 1979 perché considerato una minaccia dal governo di Hafizullah Amin e dopo tre mesi in prigione era scomparso. Nel 1989, temendo l'imminente cattura di Kabul da parte dei Mujaheddin dopo il ritiro sovietico, Amin e la sua famiglia avevano abbandonato l'Afghanistan e si erano rifugiati a Mosca, dove ad attenderli c'era il fratello maggiore Abbas, che aveva lasciato il paese anni prima e si era stabilito in Svezia. Ben presto, la scadenza del visto aveva costretto la famiglia a vivere costantemente nascosta in casa per sfuggire agli abusi delle corrotte autorità locali. 
Dopo circa un anno Abbas aveva accumulato abbastanza soldi da poter portare le due sorelle in Svezia; il viaggio all'interno di un container merci si era tuttavia rivelato traumatizzante e quasi mortale. Jonas è sorpreso nello scoprire che parte della sua famiglia è ancora viva, e Amin gli rivela quindi che durante il periodo dell'università aveva raccontato la verità a un suo fidanzato dell'epoca che all'inizio era stato molto comprensivo, ma dopo un diverbio aveva minacciato di andare dalla polizia e denunciare che la sua richiesta di asilo era basata su una bugia. 
Dopo le sorelle era toccato ad Amin, a Saif e alla madre partire, ma il loro tentativo era stato fallimentare. L'imbarcazione che li avrebbe dovuti portare in Svezia aveva avuto un'avaria e - dopo l'intervento della polizia di frontiera estone - erano stati rinchiusi in un centro di accoglienza a Harku per sei mesi e poi rimandati a Mosca. Nel 1995 Abbas aveva quindi stretto un nuovo accordo con un trafficante molto più costoso per portare Amin in Svezia in aereo. Durante il viaggio il trafficante aveva tuttavia rivelato ad Amin che sarebbe stato portato solo fino a Copenaghen e gli aveva ordinato di distruggere il passaporto una volta arrivato e dichiarare che tutta la sua famiglia era stata uccisa. Amin aveva seguito le istruzioni del trafficante ed era stato accolto come rifugiato. Era poi riuscito a contattare Abbas per telefono ma per paura di essere scoperto non aveva fatto visita al fratello e alle sorelle per diversi anni.
Proprio durante la sua prima visita a Stoccolma Amin aveva fatto coming out. Contrariamente alle sue aspettative, la rivelazione era stata ben accolta e Abbas lo aveva addirittura accompagnato ad un gay bar della città, invitandolo a divertirsi. Mentre si prepara a lasciare gli Stati Uniti al termine del suo lavoro a Princeton, Amin confida a Jonas di essere stanco di fuggire dal suo passato e pronto finalmente ad aprirsi al suo compagno. Quattro mesi dopo il suo ritorno in Danimarca, Amin e Kasper si trasferiscono nella loro nuova casa. Prima dei titoli di coda viene rivelato che Amin e Kasper si sono sposati e che anche la madre e il fratello Saif erano riusciti a lasciare la Russia qualche anno dopo Amin.

## Promozione
(La prima domanda che il regista pone ad Amin)
Il primo trailer di Flee è uscito il 28 gennaio 2021 da Final Cut for Real, in occasione dell'anteprima al Sundance Film Festival. Un secondo trailer, leggermente più lungo del primo, è stato pubblicato il 14 luglio 2021 da Neon. Il trailer ufficiale italiano del film è stato diffuso l'11 febbraio 2022. Il 7 marzo 2022 Neon ha pubblicato una video intervista in inglese tra il produttore esecutivo Riz Ahmed e Amin, che appare in forma animata come nel film.

## Distribuzione
Flee è stato presentato in anteprima mondiale il 28 gennaio 2021 al Sundance Film Festival. Poco dopo, Neon/Participant, Curzon Artificial Eye e Haut et Court hanno acquisito rispettivamente i diritti di distribuzione per gli Stati Uniti, il Regno Unito e la Francia. Inizialmente, il film doveva essere presentato nel maggio 2020 al Festival di Cannes, cancellato a causa della pandemia di COVID-19.
Negli Stati Uniti ha avuto una distribuzione limitata in quattro sale di New York e Los Angeles il 3 dicembre 2021, per essere poi proiettato nel resto del paese a partire dal 21 gennaio 2022. In Italia è stato distribuito il 10 marzo 2022.

### Data di uscita
Le date di uscita internazionali nel corso del 2021 e 2022 sono state:
- 17 giugno 2021 in Danimarca (Flugt)
- 20 agosto in Svezia (Flykt)
- 20 ottobre in Norvegia (Flukt)
- 3 dicembre negli Stati Uniti
- 7 gennaio 2022 in Estonia
- 3 febbraio in Thailandia
- 11 febbraio in Irlanda e nel Regno Unito
- 17 febbraio in Australia
- 18 febbraio in Spagna
- 24 febbraio in Nuova Zelanda
- 3 marzo nei Paesi Bassi
- 4 marzo in Turchia (Kaçış)
- 10 marzo in Israele (Livro'akh), Italia, Singapore e Ungheria (Menekülés)
- 18 marzo in Polonia (Przeżyć)
- 7 aprile in Corea del Sud e Portogallo (Flee - A Fuga)
- 26 maggio in Messico (Flee: Huyendo De Casa)
- 10 giugno in Giappone (Flee フリー)
- 24 agosto in Francia

### Divieti
Negli Stati Uniti la Motion Picture Association ha valutato il film come PG-13, ovvero vietato ai minori di 13 anni non accompagnati, a causa dei contenuti tematici, di immagini disturbanti e linguaggio forte. In Italia il visto censura applicato è stato 6+, ovvero non adatto ai minori di 6 anni.

### Edizione italiana
Il doppiaggio dell'edizione italiana è stato diretto da Teo Bellia per conto di MagmaLab Studio. I dialoghi sono stati curati da Marta Buzi, mentre la sincronizzazione è stata affidata a 2T Audio Solutions. Il film è stato distribuito da I Wonder Pictures.

## Accoglienza

### Incassi
Flee ha incassato complessivamente 727 973 $. Negli Stati Uniti il film ha esordito con 24 794 $ nel primo fine settimana, in occasione della distribuzione limitata in quattro teatri di New York e Los Angeles. Dopo l'estensione della distribuzione al resto del paese il 21 gennaio 2022, il film è stato proiettato in 220 sale e ha incassato in totale 339 754 $. In Italia Flee ha incassato 87 891 €, di cui 36 131 € nel primo fine settimana.

### Critica
Fin dalla sua anteprima al Sundance Film Festival, Flee è stato acclamato dalla critica. Sull'aggregatore di recensioni Rotten Tomatoes il 98% delle 181 recensioni professionali sono positive, con un voto medio di 8,5 su 10, mentre su Metacritic ottiene un punteggio medio di 91 su 100 basato su 33 recensioni.
David Rooney di The Hollywood Reporter ha descritto Flee come "un potente e poetico memorie di lotte personali e scoperta di sé che amplia la definizione di documentario". Per Peter Debruge di Variety il film rappresenta "un'esplorazione originale e artistica del modo in cui i traumi hanno un impatto sul proprio senso di sé" e lo ha definito "un atto di condivisione incredibilmente intimo". Peter Bradshaw del The Guardian ha lodato l'uso dell'animazione unita ai filmati d'archivio, che va a creare "un collegamento senza soluzione di continuità tra il presente e il passato ricordato". A. O. Scott del The New York Times difinisce il film "indagatore e delicato" e una "riflessione complessa su diverse forme di estraneità", notando che Flee non è solo la storia di un rifugiato in fuga ma anche una storia di coming out.
Il regista Bong Joon-ho ha inserito Flee nella lista dei suoi film preferiti del 2021 e ha scritto una lettera dedicata al film definendolo come il "più commovente che ho visto quest'anno". La BBC ha classificato il film come uno tra i 20 più belli del 2021, mentre un sondaggio tra 187 critici e giornalisti lo ha posizionato al settimo posto nella lista dei migliori film del 2021 di IndieWire.

## Riconoscimenti
- 2022 – Premio Oscar[33]
  - Candidatura per il miglior film d'animazione a Jonas Poher Rasmussen, Monica Hellström, Signe Byrge Sørensen e Charlotte De La Gournerie
  - Candidatura per il miglior documentario a Jonas Poher Rasmussen, Monica Hellström, Signe Byrge Sørensen e Charlotte De La Gournerie
  - Candidatura per il miglior film in lingua straniera
- 2022 – British Academy Film Awards[3]
  - Candidatura per il miglior film d'animazione
  - Candidatura per il miglior documentario
- 2022 – Alliance of Women Film Journalists Awards[34]
  - Miglior documentario
  - Candidatura per il miglior film d'animazione
  - Candidatura per il miglior film in lingua straniera
- 2022 – American Cinema Editors Awards[35]
  - Candidatura per il miglior montatore per un documentario a Janus Billeskov Jansen
- 2022 – Annie Award[4]
  - Miglior film d'animazione indipendente
  - Candidatura per la miglior regia in un film d'animazione a Jonas Poher Rasmussen e Kenneth Ladekjær
  - Candidatura per il miglior montaggio in un film d'animazione a Janus Billeskov Jansen
  - Candidatura per la miglior sceneggiatura in un film d'animazione a Jonas Poher Rasmussen e Amin Nawabi
- 2022 – Austin Film Critics Association[36]
  - Candidatura per il miglior film d'animazione
  - Candidatura per il miglior documentario
- 2021 – Boston Society of Film Critics Awards[37]
  - Miglior film d'animazione
- 2021 – British Independent Film Awards[38]
  - Miglior film indipendente internazionale
- 2021 – Chicago Film Critics Association Awards[39]
  - Miglior film d'animazione
  - Candidatura per il miglior film documentario
- 2022 – Cinema Eye Honors[40]
  - Miglior documentario
  - Migliore animazione a Kenneth Ladekjær
  - Premio "Gli indimenticabili" ad Amin
  - Candidatura per il premio del pubblico a Jonas Poher Rasmussen
  - Candidatura per il miglior regista a Jonas Poher Rasmussen
  - Candidatura per la migliore produzione a Monica Hellström e Signe Byrge Sørensen
  - Candidatura per la migliore colonna sonora a Uno Helmersson
  - Candidatura per il miglior sonoro a Edward Björner e Tormod Ringnes
- 2022 – Critics' Choice Awards[41]
  - Candidatura per il miglior film d'animazione
  - Candidatura per il miglior film straniero
- 2021 – Critics' Choice Documentary Awards[42]
  - Candidatura per il miglior documentario
  - Candidatura per il miglior regista a Jonas Poher Rasmussen
- 2021 – Dallas-Fort Worth Film Critics Association[43]
  - Premio Russell Smith
  - Candidatura per il miglior film documentario
  - Candidatura per il miglior film in lingua straniera
- 2022 – Denver Film Critics Society[44]
  - Miglior film d'animazione
  - Candidatura per il miglior film in lingua straniera
  - Candidatura per il miglior documentario
- 2022 – Detroit Film Critics Society[45]
  - Miglior documentario
  - Candidatura per il miglior film d'animazione
- 2022 – Dorian Awards[46]
  - Film a tematica LGBTQ dell'anno
  - Film d'animazione dell'anno
  - Film documentario dell'anno
  - Film documentario LGBTQ dell'anno
  - Candidatura per il film straniero dell'anno
- 2021 – European Film Awards[47]
  - Miglior documentario
  - Miglior film d'animazione
- 2021 – Festival internazionale del film d'animazione di Annecy[48]
  - Miglior lungometraggio
  - Migliori musiche originali a Uno Helmersson
  - Premio Gan Foundation per la distribuzione
- 2021 – Florida Film Critics Circle Awards[49]
  - Candidatura per il miglior film documentario
  - Candidatura per il miglior film d'animazione
- 2022 – Georgia Film Critics Association[50]
  - Candidatura per il miglior film
  - Candidatura per il miglior film d'animazione
  - Candidatura per il miglior film documentario
  - Candidatura per il miglior film straniero
- 2022 – GLAAD Media Awards[51]
  - Candidatura per il miglior documentario
- 2022 – Golden Globe[2]
  - Candidatura per il miglior film d'animazione
- 2022 – Golden Reel Awards[52]
  - Candidatura per il miglior montaggio sonoro in un lungometraggio documentario a Edward Björner, Jens Johansson, Fredrik Jonsäter, Rune Van Deurs e Bengt Öberg
- 2021 – Gotham Independent Film Awards[53]
  - Miglior documentario
- 2022 – Houston Film Critics Society Awards[54]
  - Candidatura per il miglior film d'animazione
  - Candidatura per il miglior documentario
  - Candidatura per il miglior film in lingua straniera
- 2022 – Independent Spirit Awards[55]
  - Candidatura per il miglior documentario
- 2021 – Indiana Film Journalists Association[56]
  - Miglior film d'animazione
- 2022 – London Film Critics Circle Awards[57]
  - Candidatura per il miglior documentario dell'anno
  - Candidatura per il premio tecnico a Kenneth Ladekjær
- 2021 – Los Angeles Film Critics Association Awards[58]
  - Miglior film d'animazione
- 2021 – Manchester Animation Festival[59]
  - Miglior film
- 2021 – Montclair Film Festival[60]
  - Premio del pubblico
  - Premio Sinofsky per il miglior documentario a Jonas Poher Rasmussen
- 2021 – National Board of Review Awards[61]
  - Migliori cinque documentari
  - Premio per la libertà di espressione
- 2022 – National Society of Film Critics Awards[62]
  - Miglior documentario
- 2021 – New York Film Critics Circle[63]
  - Miglior documentario
- 2021 – New York Film Critics Online[64]
  - Miglior documentario
- 2021 – Nordic Council[65]
  - Nordic Council Film Prize
- 2022 – Online Film Critics Society Awards[66]
  - Candidatura per il miglior documentario
  - Candidatura per il miglior film d'animazione
  - Candidatura per il miglior film in lingua straniera
- 2021 – Out on Film[67]
  - Miglior film internazionale - premio del pubblico
- 2022 – Premio Bodil[68]
  - Miglior documentario
  - Premio Bodil speciale a Kenneth Ladekjær e Jess Nicholls per Flee
- 2022 – Premio Guldbagge[69]
  - Miglior film straniero
- 2022 – Premio Robert[70]
  - Miglior documentario
  - Miglior montaggio a Janus Billeskov Jansen
  - Miglior sonoro a Edward Björner e Tormod Ringnes
  - Miglior colonna sonora a Uno Helmersson
- 2021 – Producers Guild of America Awards[71]
  - Candidatura per il miglior produttore di un film documentario
- 2022 – San Diego Film Critics Society Awards[72]
  - Candidatura per il miglior film di animazione
  - Candidatura per il miglior documentario
- 2022 – San Francisco Film Critics Circle[73]
  - Candidatura per il miglior documentario
  - Candidatura per il miglior film d'animazione
  - Candidatura per il miglior film straniero
- 2022 – Satellite Award[74]
  - Candidatura per il miglior film d'animazione o a tecnica mista
  - Candidatura per il miglior documentario
  - Candidatura per il miglior film in lingua straniera
- 2022 – Seattle Film Critics Society[75]
  - Miglior film d'animazione
  - Candidatura per il miglior film in lingua straniera
  - Candidatura per il miglior documentario
- 2021 – St. Louis Film Critics Association Awards[76]
  - Miglior film documentario
  - Candidatura per il miglior film d'animazione
  - Candidatura per il miglior film in lingua straniera
- 2021 – Sundance Film Festival[77]
  - Premio della giuria: World Cinema Documentary
- 2022 – Toronto Film Critics Association[78]
  - Miglior film d'animazione
  - Candidatura per il miglior film documentario
- 2021 – Toronto International Film Festival[79]
  - Candidatura per il premio del pubblico - documentario
- 2022 – Vancouver Film Critics Circle Awards[80]
  - Miglior documentario
  - Candidatura per il miglior film in lingua straniera
- 2021 – Washington D.C. Area Film Critics Association Awards[81]
  - Candidatura per miglior film d'animazione
  - Candidatura per miglior documentario